# Santa Catarina (Nuevo León)
Santa Catarina è una città del Messico, situata nello stato di Nuevo León, il cui capoluogo è la località di Ciudad Santa Catarina.
Conta 296.954 abitanti (2015) e ha una estensione di 885,01 km². 	 	
La località è dedicata a santa Caterina d'Alessandria.